# Parque natural provincial Tatshenshini-Alsek
El Parque Tatshenshini-Alsek o Parque wilderness provincial Tatshenshini-Alsek es un parque provincial en la Columbia Británica (Canadá), de 9.580 km². Fue creado en 1993 después de una intensa campaña realizada por organizaciones ecologistas canadienses y estadounidenses para detener la explotación minera y el desarrollo de la zona y protegerla por su gran patrimonio natural y valores de biodiversidad. El parque se encuentra en la esquina noroeste de la Columbia Británica, limitando con el estado de Alaska, perteneciente a los Estados Unidos y el canadiense territorio del Yukón. Queda entre el parque nacional y reserva Kluane en el Yukón y los parques nacionales y reservas de Glacier Bay & Wrangell-San Elías en Alaska. Es parte del Parque Kluane / Wrangell-St Elias / Glacier Bay / Tatshenshini-Alsek declarado lugar Patrimonio de la Humanidad por la Unesco.

## Historia
A lo largo de los ríos se encuentran numerosas aldeas de pescadores tlingit y tutchone meridional. El borde oriental del parque sigue la antigua ruta comercial usada por la tribu chilkat para hacer trueques con los tutchone. 
A mediados de los años 1800, aconteció una trágica inundación con la repentina expulsión de un enorme lago represado durante años por un glaciar que había avanzado hasta que bloqueó por completo el río Alsek. Una pared de agua de siete metros de alto y 15 de ancho barrió toda una aldea tutchone echándola al mar en Dry Bay.
Tatshenshini-Alsek fue una de las últimas zonas de la Columbia Británica que fue explorada y de la que se trazaron mapas. En los años 1960, tuvo lugar la primera exploración geológica en busca de minerales. Se encontraron significativos depósitos de cobre en los alrededores de Windy Craggy Mountain, en medio de la región Tatshenshini. A mediados de los años 1970 dos empresas empezaron a descender en balsa por los ríos Tatshenshini (también llamado «the Tat», el Tat, un término usado también para referirse a la región) y Alsek por vez primera. A mediados de los años 1980 surgió una propuesta de desarrollar el pico Windy Craggy haciendo de él una enorme cantera a cielo abierto.
En 1991 se creó Tatshenshini International, uniendo las 50 organizaciones ecologistas más destacadas de Norteamérica. Le siguió una campaña extremadamente intensa en Canadá y en los Estados Unidos, particularmente el Congreso de los EE. UU., y con el tiempo la Casa Blanca, cuando se logró la implicación activa del entonces vicepresidente Al Gore. Al final, el entonces primer ministro de la Columbia Británica Mike Harcourt respondió llevando a cabo una revisión de los temas referidos a Tatshenshini-Alsek por la Comisión sobre Recursos y Medio Ambiente (Commission on Resources and the Environment, CORE). El gobierno de la Columbia Británica bajo el primer ministro Harcourt decidió en junio de 1993 proteger Tatshenshini-Alsek como un parque de clase A. Los propietarios de los derechos del mineral Windy-Craggy recibieron en compensación ciento tres millones con ochocientos mil dólares ($103,8).
En combinación con los parques nacionales adyacentes surgió el complejo internacional de parques más grande del mundo. La Unión Internacional para la Conservación de la Naturaleza (International Union for the Conservation of Nature, IUCN) propuso entonces que la zona se protegiera como un lugar patrimonio de la Humanidad.
El sistema de parques transfronterizo Kluane-Wrangell-St. Elias-Glacier Bay-Tatshenshini-Alsek comprendiendo los parques Kluane, Wrangell-San Elías, Glacier Bay y Tatshenshini-Alsek, fue declarado por la Unesco un lugar Patrimonio de la Humanidad en 1994 por el espectacular glaciar y paisajes de campos helados así como la importancia del hábitat de osos grizzly, caribúes y el muflón de Dall.
En 1999, una partida de cazadores de ovejas encontraron objetos y restos de un humano en el frente de un glaciar, más tarde llamado Kwäday Dän Ts’ìnchi. El cuerpo bien conservado en el hielo resultó tener entre 300 y 550 años de antigüedad.

## Flora y fauna

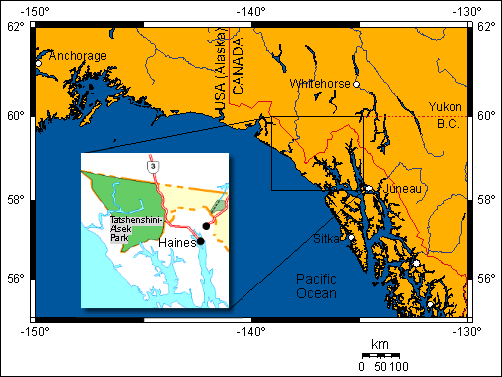
Parque Tatshenshini-Alsek.

Los ríos Alsek y Tatshenshini fluyen a través del parque en valles en forma de U excavados por el glaciar. Estos valles a través de las montañas costeras permiten que el fresco y húmedo aire del océano entren en el frío interior. El rápido cambio del océano al medio interior, las frecuentes inundaciones, deslizamientos de tierra y avalanchas, una geología variada y cambios de gran elevación han creado todos juntos una cadena de condiciones de hábitat excepcionalmente diversas.
El parque Tatshenshini-Alsek sostiene una gran población de osos grizzly. Una zona verde que corta a través de la barrera de hielo y montaña conecta las poblaciones de osos interior y costera y proporciona un hábitat perfecto. El parque es el único hogar en Canadá para el oso glaciar. Esta fase de color azul-gris extremadamente rara del oso negro se encuentra solo dentro del parque y justo al otro lado de la frontera con los Estados Unidos.
Al tiempo que osos, el parque Tatshenshini-Alsek también sostiene al muflón de Dall, y números excepcionales de cabras blancas, alces Kenai, lobos grises, águilas de cabeza blanca y reales, halcones (peregrinos y gerifaltes), y cisnes trompeteros.
A lo largo de la costa, pueden verse leones marinos y ballenas jorobadas.
Alsek Ranges se encuentran allí y Mount Fairweather, con 4.663 metros es el pico más alto de la provincia. La región Tatshenshini-Alsek queda en una zona de gran riesgo de terremotos. Bajones a lo largo de las fallas Fairweather y Hubbard/Boarder al oeste y la falla Denali al norte causan movimientos regulares.